# Sphex confrater
Sphex confrater är en biart som beskrevs av Kohl 1890. Sphex confrater ingår i släktet Sphex och familjen grävsteklar. Inga underarter finns listade i Catalogue of Life.